# Gare (Tansania)
Gare ist eine Stadt im Nordosten von Tansania, Ostafrika. Bei der Volkszählung 2012 hatte die Stadt 12.477 Einwohner.

## Lage
Gare liegt im Distrikt Lushoto der Region Tanga in einem Bergkessel umgeben von den Usambara-Bergen, etwa 1500 Meter über dem Meeresspiegel. Der nächste größere Ort ist die Distrikt-Hauptstadt Lushoto rund 10 Kilometer im Westen.

## Geschichte
Zur Zeit der Kolonie Deutsch-Ostafrika befand sich in Gare eine gleichnamige katholische Missionsstation, auch Neu-Cöln genannt, die 1897 von südafrikanischen Trappisten (seit 1909 Mariannhiller Missionare) gegründet wurde. Bei der aus einer Kirche, Schule und Wohnhäusern bestehenden Station wurde vor allem Kaffee und Wein angebaut.
Gare ist der Geburtsort des deutschen Politikers Kai-Uwe von Hassel, der hier 1913 als Sohn des Hauptmanns a. D. der Schutztruppe und Plantagenbesitzers Theodor von Hassel zur Welt kam.

## Wirtschaft
Eine Einnahmequelle ist der Abbau von Sand und Steinen.